# Cametá
Cametá és un municipi de l'estat brasiler de Pará. S'situa a la riba esquerra del riu Tocantins rom al mar i es troba a 150 km de la capital Belém. La seva població s'estima en 139.364 habitants (IBGE 2020), i seva àrea és de 3 081,367 km².
El seu nom s'origina de les paraules en Tupi: "Caá", que signifiqueix "selva" i "Mutá" que és "pas". Per tant, la paraula significa pas de la selva.
El lloc estava habitat per indis Camutás, fins a principis de l'inici del segle XVII, els francesos van establir un assentament i van ser expulsats anys després pels portuguesos. Anys més tard, la localització fou colonitzat per l'expedició portuguesa, tenint el 1635, l'elevació a poble amb el nom de "Vila Viçosa de Santa Cruz de Camutá". En el poble, diversos quilombos d'esclaus van sorgir per produir canya de sucre, una de les més organitzades a la capitania i la principal font d'ingressos del poble. Només el 1848, el poble s'eleva a la ciutat, essent un dels principals de la província de Grão-Pará.